# جاکومو فوریا
جاکومو فوریا (ایتالیایی: Giacomo Furia؛ ‏ ۲ ژانویهٔ ۱۹۲۵ – ۵ ژوئن ۲۰۱۵) بازیگر اهل ایتالیا بود. 
از فیلم‌ها یا برنامه‌های تلویزیونی که وی در آن نقش داشته است، می‌توان به گرگ و بره، ایزابلا، دوشس شیاطین، خدمتکار، تعطیلات زمستانی، تعطیلات کاکتوسی، نوجوان، عالیجناب با معشوقه‌اش زیر تخت، قاتلان ویژه، ونوس خزپوش، روشنایی‌های واریته، بیشتر از یک معجزه، رؤیای زورو، حیف که او بدذات است، طلای ناپل، دو شب با کلئوپاترا، توتو تارزان، دکتر آنتونیو، زن، سکس و سوپرمن، خوشی من، خوشی توست، شوق مرگ و آموزگار جایگزین اشاره کرد.